# Dzień Solidarności z Kościołem Prześladowanym
Dzień Solidarności z Kościołem Prześladowanym – święto obchodzone w Kościele katolickim w Polsce w każdą drugą niedzielę listopada (od 2009), jako dzień szczególnej pamięci i modlitwy w intencji chrześcijan prześladowanych współcześnie na całym świecie.
Według danych założonej w Belgii organizacji Pomoc Kościołowi w Potrzebie (od 1984 ogólnokościelna organizacja na prawie papieskim), co roku 170 000 chrześcijan oddaje życie za wiarę, a 200 000 000 jest brutalnie prześladowanych. W ponad 75 krajach świata łamie się prawo do wolności religijnej, a  350 000 000 chrześcijan stale poddawanych jest różnym formom dyskryminacji.
W czasie Dnia Solidarności prowadzone są zbiórki pieniężne w kościołach na terenie Polski, organizowane są akcje promujące pomoc prześladowanym chrześcijanom, np. poprzez wysyłanie SMS-ów. W tym dniu odbywają się modlitwy w intencji prześladowanych chrześcijan. Informuje się o sytuacji chrześcijan w różnych krajach świata. Głównym organizatorem jest katolickie stowarzyszenie Pomoc Kościołowi w Potrzebie przy współpracy z Episkopatem Polski.

## Tematy Dni Solidarności
| Rok  | Data            | Temat Dnia               | Zaproszony gość                                                                      |
| ---- | --------------- | ------------------------ | ------------------------------------------------------------------------------------ |
| 2009 | 8 listopada     | Indie                    | Raphael Cheenath, abp archidiecezji Cuttack-Bhubaneswar                              |
| 2010 | 14 listopada    | Irak                     | Louis Sako, abp archidiecezji Kirkuk                                                 |
| 2011 | 13 listopada    | Sudan i Sudan Południowy | Macram Max Gassis MCCI, biskup Al-Ubajjid                                            |
| 2012 | 11 listopada    | Egipt                    | Kyrillos Kamal William Samaan, biskup Asjutu                                         |
| 2013 | 10 listopada    | Nigeria                  | Hyacinth Egbebo MSPN, wikariusz apostolski Bomadi                                    |
| 2014 | 9 listopada     | Syria                    | Antoine Audo, bp z Aleppo                                                            |
| 2015 | 8 listopada     | Syria                    | Grzegorz III Lacham, zwierzchnik Grecko – Katolickiego Kościoła Melchickiego z Syrii |
| 2016 | 13 listopada    | Irak                     | Bashar Warda, abp Irbilu                                                             |
| 2017 | 12 listopada    | Bliski Wschód            | Antoine Chbeir, bp z Libanu                                                          |
| 2018 | 28 października | Pakistan                 | Emmanuel Parvez oraz Masih Razwan, ksiądz i seminarzysta z Pakistanu                 |